# Eparquía de Marthandom
La eparquía de Marthandom (en latín: Eparchia Marthandomensis, en inglés: Syro-Malankara Catholic Eparchy of Marthandom y en tamil: மார்த்தாண்டம் மறைமாவட்ட) es una circunscripción eclesiástica de la Iglesia católica en India. Se trata de una eparquía siro-malankar sufragánea de la archieparquía de Trivandrum. Desde el 25 de enero de 2010 su eparca es Vincent Paulos Kulapuravilai.

## Territorio y organización
La eparquía tiene 1665 km² y extiende su jurisdicción sobre los fieles católicos siro-malankaras residentes en el distrito de Kanyakumari y en una parroquia del distrito de Tirunelveli, en el estado de Tamil Nadu.
La sede de la eparquía se encuentra en la ciudad de Marthandom (o Marthandam), en donde se halla la Catedral de Cristo Rey.
En 2021 en la eparquía existían 97 parroquias:
- Azhakiyamampapam District:
  - Alwarcoil (establecida en 1976) Immaculate Conception SMCC
  - Chellamkonam (establecida en 1936) St. George SMCC
  - Kattuvilai (establecida en 1979) Our lady of Assumption SMCC
  - Plankalai (establecida en 1971) Our Lady of Assumption SMCC
  - Poonthoppu (establecida en 2005) St.George SMCC
  - Punkarai  (establecida en 1936) St. Antony’s SMCC
  - Seynamvilai (establecida en 2006) Velankanny Matha SMCC
  - Vazhodu (establecida en 1978) Holy Cross SMCC

- Kaliakavilai District:
  - Adichavilakam (establecida en 1961) St. Jude’s SMCC
  - Chekkittuvilai, St. Antony’s SMCC
  - Koickathoppu (establecida en 1964) St. Thomas SMCC
  - Mankad (establecida en 1962) St. George SMCC
  - Mariagiri (establecida en 1944) Our Lady of Assumption SMCC
  - Meenachal (establecida en 1986) St. Mary’s SMCC
  - Mecode (establecida en 1946) St. Francis Xavier SMCC
  - Nadaikkavu (establecida en 1940) Christ the King SMCC
  - Sooriacode (establecida en 1961) St. Little Flower SMCC

- Kollencode District:
  - Adaikakuzhy (establecida en 1973) St. Joseph SMCC
  - Ambilikonam (establecida en 1934) St. Thomas SMCC
  - Fathimanagar (establecida en 1935) St. Joseph SMCC
  - Kaduvakkuzhy (establecida en 2009) St. Alphonsa SMCC
  - Kidarakuzhy (establecida en 1991) St. John SMCC
  - Kirathoor (establecida en 1936) St. George SMCC
  - Manjathopu (establecida en 1958) Holy Family SMCC
  - Palavilai (establecida en 1945) St. Vincent de Paul SMCC
  - Pallukuzhy (establecida en 2006) St. Mary’s SMCC
  - Pinkulam (establecida en 1961) St. Mary’s SMCC
  - Pushpagiri (establecida en 1961) St. Little Flower SMCC
  - Urambuvilai (establecida en 2000) St. Martin De Pores SMCC

- Kulasekaram District:
  - Anakkarai (establecida en 1976) St. Joseph’s SMCC
  - Anbunagar St. John Paul II SMCC
  - Charoor (establecida en 1978) Sacred Heart SMCC
  - Chempakatharisu, Punitha Jabamalai Annai SMCC
  - Cherupalloor (establecida en 1978) S.H. of Jesus & Mary SMCC
  - Kulasekharam (establecida en 1979) St. Joseph SMCC
  - Mathar (establecida en 1979) St. Joseph SMCC
  - Mukkampalai (establecida en 1962) St. Joseph SMCC
  - Muthalar (establecida en 1982) S.H. of Jesus SMCC
  - Pechipparai (establecida en 1973) St. George SMCC
  - Peruvazhykadavu (establecida en 2008) St. Francis Assisi SMCC
  - Santhomhill (Ganapathikal) (establecida en 1981) St. Thomas SMCC
  - Sivalokam (Arakanadu) (establecida en 1981) Christu Raja SMCC
  - Zero Point, St. Alphonsa SMCC
  - Verkilambi (establecida en 2013) St. Paul SMCC

- Marthandam District:
  - Attoor (establecida en 1958) St. Thomas SMCC
  - Cherottukonam, Infant Jesus SMCC
  - Chitharal (establecida en 1977) St. Mary SMCC
  - Kannacode (establecida en 1979) Infant Jesus SMCC
  - Konam (establecida en 2004) Our Lady of Good Health SMCC
  - Kuzhithurai (establecida en 1958) Sahayamatha SMCC
  - Marthandam (establecida en 1934) Christ the King SMCC
  - Mathoorkonam (establecida en 1983) St. Peter’s SMCC
  - Soosaipuram (establecida en 1963) St. Joseph’s SMCC
  - Unnamalakadai (establecida en 1960) St. Joseph’s SMCC
  - Valiyavilai (establecida en 2012) St. Antony’s SMCC
  - Vimalapuram (establecida en 1934) Mary Immaculate SMCC

- Nagercoil District:
  - Aloor (establecida en 1982) St. Peter SMC
  - Anapottai (Putheri) (establecida en 2013)
  - Bhoothapandy (establecida en 1989) St. Thomas SMCC
  - Chettikulam (establecida en 1980) Infant Jesus SMCC
  - Erachakulam (establecida en 2011) St. Michael SMCC
  - Ganadasapuram (establecida en 2003) St. Michael the Archangel SMCC
  - James Town (establecida en 1994) St. Alphonsa SMCC
  - Kanyakumari (establecida en 1950) St. Mary’s SMCC
  - Kumarapuram  (establecida en 1982) St. Antony SMCC
  - Mantharamputhoor (establecida en 1991) Sahaya Matha SMCC
  - Mathias Nagar (establecida en 2003) Annai Velankanni SMCC
  - Mukkadal  (establecida en 1987) St. Benedict SMCC
  - Nagercoil-Christu Vilakam (establecida en 1982) St. Antony’s SMCC
  - Navalkadu  (establecida en 1977) Annai Velankanni SMCC
  - Nice Nagar (Kallikulam) (establecida en 2014) St. Antony’s SMCC (en el distrito de Tirunelveli)
  - Parvathipuram (establecida en 1982) St. Mary’s SMCC
  - Sankaralingamparai (establecida en 2013)
  - Thenikulam (establecida en 1983) Deva Matha SMCC

- Panachamoodu District:
  - Arumanai (establecida en 1971) Blessed Virgin Mary SMCC
  - Kanchiyode (establecida en 1979) St. Aloysius SMCC
  - Karumanoor (establecida en 1959) St. George SMCC
  - Keezhmancode (establecida en 2000) St. George SMCC
  - Kulapparai (establecida en 2013) St. Vincent de Paul SMCC
  - Panachamoodu (establecida en 1934) St. Joseph SMCC
  - Puliyoorsalai (establecida en 2000) St. Paul’s SMCC
  - St. George Nagar (establecida en 2000) St. George SMCC
  - Vellachipara (establecida en 2005) St. Thomas SMCC
  - Vettukuzhi (establecida en 1980) St. Mary’s SMCC

## Historia
La eparquía fue erigida el 16 de diciembre de 1996 con la bula Singulares omnino del papa Juan Pablo II, separando territorio de la archieparquía de Trivandrum.

Singulares omnino recentius videre licuit progressus vitae catholicae actionisque christianae fecisse carissimum in India gregem Trivandrensem Syrorum Malankarensium, unde tota nimirum Mater laetatur Ecclesia. Cum vero ipsius dicionis illius latiores fines fideliumque multitudines difficilius reddidissent sacrorum inibi pastorale opus atque cotidianum apostolatus ministerium, suasum prudenter est ut iisdem de finibus alia conderetur eparchia quae non facilius modo gubernaretur sed eosdem pietatis fideique fructus etiam sponderet. Pro apostolicae igitur potestatis Nostrae amplitudine civilem regionem, cui vulgare est nomen Kanyakumari, abscindimus ab memorata Archieparchia Trivandrensi quam in Eparchiam convertimus Marthandomensem, dum eparchialem nempe sedem in urbe collocari volumus ipsa Marthandom novamque hanc communitatem subdi Metropolitanae Eparchiae Trivandrensi veluti suffraganeam. Iubentes praeterea singula illa quam diligentissime adservari quas de huius modi constitutione sive eparchiae erectione sacri statuant canones, mandamus graviter Venerabili Fratri Metropolitae Trivandrensi ut hoc Nostrum decretum singillatim quam primum curet ad effecta propria deducendum, quo citius possit novellus ille grex fidentiusque suam proprii floris auctusque optati ingredi viam. Quod superest, vehementer pastoris omnium ecclesiarum animo adfectu amore Divinum Pastorem precamur ut natae sic hodie Eparchiae Marthandomensi propitius faveat et arrideat hortamur universum eius clerum ac populum ut suae memores dignitatis et altioris condicionis alacriter suscipiant ecclesiam suam deinceps aedificandam et ex Christi voluntate prosperandam. Litteras denique hasce Nostras firma esse in perpetuum edicimus suamque rite vim quibusvis rebus contrariis haudquaquam obstantibus habituras.

La instalación del primer eparca, Lawrence Ephraem Thottam, tuvo lugar el 23 de enero de 1997 en la catedral de Cristo Rey.

## Estadísticas
Según el Anuario Pontificio 2022 la eparquía tenía a fines de 2021 un total de 70 000 fieles bautizados.
| Año                                                                             | Población            | Población | Población      | Sacerdotes | Sacerdotes    | Sacerdotes    | Bautizados por sacerdote | Diáconos permanentes | Religiosos | Religiosos | Parroquias |
| Año                                                                             | Bautizados católicos | Total     | % de católicos | Total      | Clero secular | Clero regular | Bautizados por sacerdote | Diáconos permanentes | Varones    | Mujeres    | Parroquias |
| ------------------------------------------------------------------------------- | -------------------- | --------- | -------------- | ---------- | ------------- | ------------- | ------------------------ | -------------------- | ---------- | ---------- | ---------- |
| 1999                                                                            | 61 025               | 1 900 000 | 3.2            | 27         | 22            | 5             | 2260                     |                      | 7          | 133        | 62         |
| 2000                                                                            | 62 837               | 1 900 000 | 3.3            | 27         | 22            | 5             | 2327                     |                      | 7          | 138        | 62         |
| 2001                                                                            | 63 500               | 1 900 000 | 3.3            | 21         | 16            | 5             | 3023                     |                      | 7          | 159        | 63         |
| 2002                                                                            | 64 100               | 1 900 000 | 3.4            | 30         | 24            | 6             | 2136                     |                      | 8          | 142        | 65         |
| 2003                                                                            | 64 300               | 1 900 000 | 3.4            | 31         | 25            | 6             | 2074                     |                      | 8          | 153        | 66         |
| 2004                                                                            | 64 450               | 1 900 000 | 3.4            | 34         | 29            | 5             | 1895                     |                      | 7          | 135        | 69         |
| 2009                                                                            | 64 636               | 2 026 000 | 3.2            | 41         | 33            | 8             | 1576                     |                      | 14         | 218        | 79         |
| 2013                                                                            | 67 170               | 2 140 000 | 3.1            | 51         | 43            | 8             | 1317                     |                      | 12         | 188        | 82         |
| 2016                                                                            | 69 000               | 2 224 000 | 3.1            | 54         | 46            | 8             | 1277                     |                      | 18         | 206        | 86         |
| 2019                                                                            | 71 600               | 2 307 825 | 3.1            | 54         | 49            | 5             | 1325                     |                      | 5          | 237        | 85         |
| 2021                                                                            | 70 000               | 2 357 740 | 3.0            | 62         | 55            | 7             | 1129                     |                      | 7          | 245        | 97         |
| Fuente: Catholic-Hierarchy, que a su vez toma los datos del Anuario Pontificio. |                      |           |                |            |               |               |                          |                      |            |            |            |

## Episcopologio
- Lawrence Ephraem Thottam † (16 de diciembre de 1996-8 abril de 1997 falleció)
- Yoohanon Chrysostom Kalloor (16 de abril de 1998-25 de enero de 2010 nombrado eparca de Pathanamthitta)
- Vincent Paulos Kulapuravilai, desde el 25 de enero de 2010